# Johann Geyer
Pour les articles homonymes, voir Geyer.
Johann Wilhelm Rudolf Geyer (né le 7 janvier 1807 à Augsbourg; mort le 26 novembre 1875, id.) est un peintre de genre et peintre d'histoire bavarois.
À partir de 1826 il étudie à l'Académie des beaux-arts de Munich avec Clemens von Zimmermann. Il fait des voyages d'étude à travers la Belgique et la France en 1830. En 1833, il est nommé professeur à l'école polytechnique d'Augsbourg. Il reçoit un prix à l'exposition industrielle de Munich de 1836. En 1865 il quitte son poste de professeur à la suite de la fermeture de l'école polytechnique d'Augsbourg.
La plupart de ses peintures sont maintenant la propriété du Städtischen Kunstsammlungen Augsburg.

## Œuvres
- Le salon du barbier
- Le salon du coiffeur
- L'intérieur d'une ménagerie
- L'antichambre
- La fin d'un bal masqué (Neue Pinakothek)
- Le Medicum Concilium dans l'antichambre d'un mourant (Neue Pinakothek)
- Le joueur
- Le Concert
- Le Camp de Wallenstein
- L'engagement
- The feast
- Dimanche après-midi dans une ville allemande de l'Empire
- Classe d'école (School Museum de Friedrichshafen sur le lac de Constance)

## Source de la traduction
- (de) Cet article est partiellement ou en totalité issu de l’article de Wikipédia en allemand intitulé « Johann Geyer » (voir la liste des auteurs).
- Notices d'autorité :   - VIAF
  - GND
  - Tchéquie
- Ressources relatives aux beaux-arts :   - Art UK
  - Artists of the World Online
  - Bénézit
  - Bridgeman Art Library
  - British Museum
  - Collection de peintures de l'État de Bavière
  - Musée d'Orsay
  - MutualArt
  - RKDartists
  - Union List of Artist Names